# Хетагуров, Коста Леванович

Памятник Коста Хетагурову на Проспекте Мира в г. Владикавказе. Скульптор Владимир Соскиев

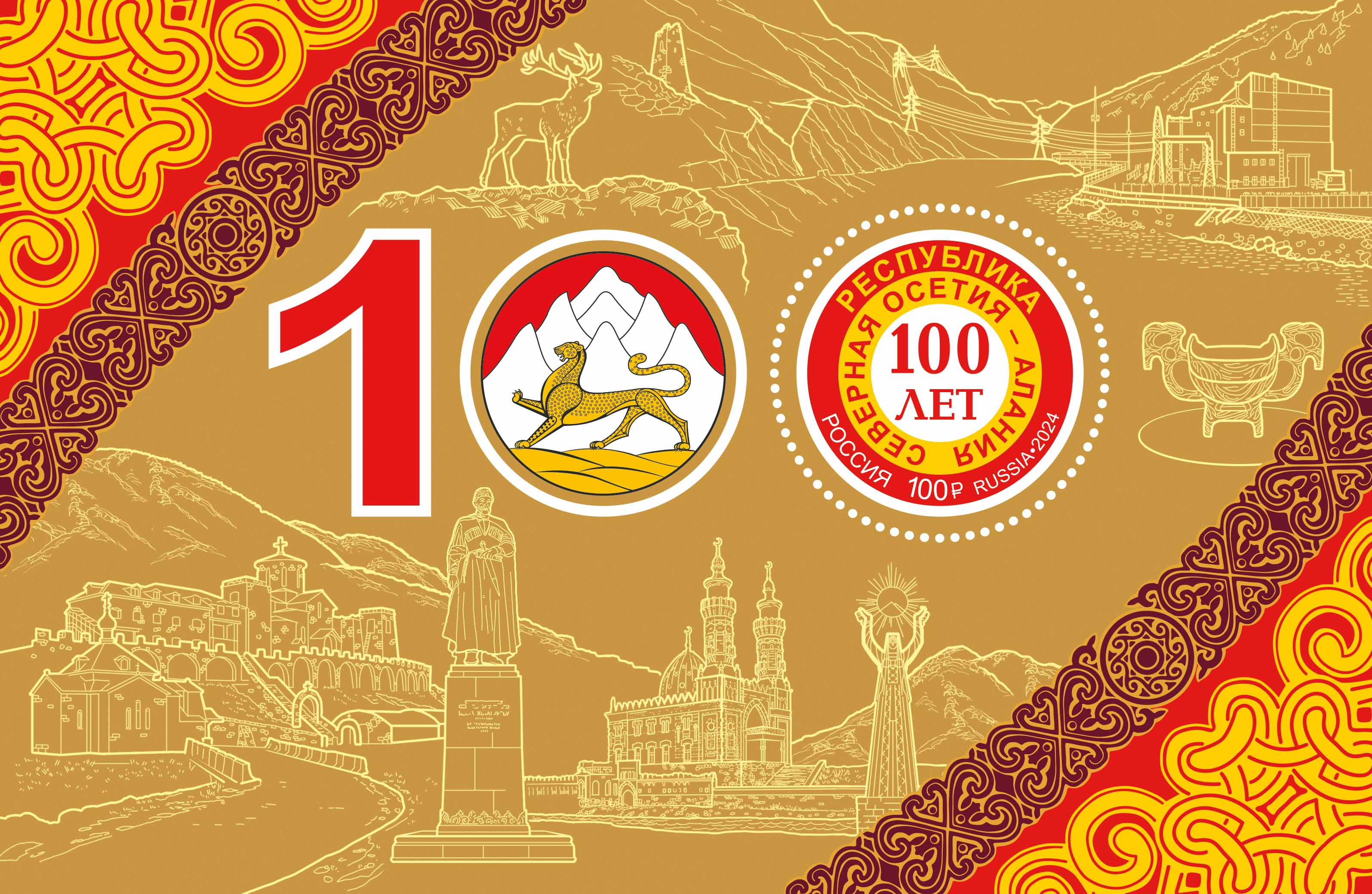
Почтовый блок Почты России «100 лет Республике Северной Осетии — Алании», 2024 год.
На ней изображен памятник Коста Хетагурову

Коста́ Лева́нович Хетагу́ров (осет. Хетӕгкаты Леуаны фырт Къоста; 3 [15] октября 1859, Нар, Терская область, Российская империя — 19 марта [1 апреля] 1906, Георгиевско-Осетинское, Кубанская область, Российская империя) — осетинский поэт, драматург, публицист, этнограф, живописец, общественный деятель. Основоположник осетинской литературы и осетинского литературного языка.
Его произведения написаны на иронском диалекте осетинского языка. В 1899 году он выпустил поэтический сборник «Осетинская лира» (осет. «Ирон фӕндыр»), в котором, среди прочего, были впервые опубликованы стихи для детей на осетинском языке. Первенство в издании крупного поэтического произведения на осетинском языке принадлежит Александру Кубалову («Афхардты Хасана», 1897 год), однако вклад Хетагурова в осетинскую литературу, его влияние на её дальнейшее развитие несоизмеримо больше.
К. Л. Хетагуров много писал и на русском языке, сотрудничал со многими газетами Северного Кавказа.

## Биография

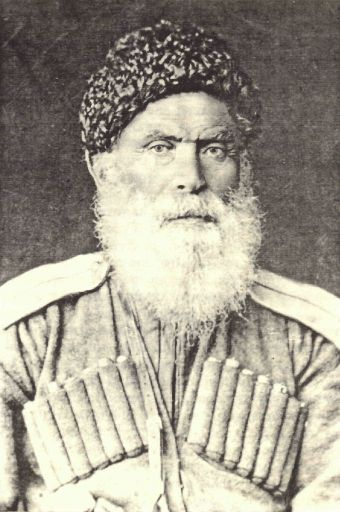
Отец поэта — Леван Елизбарович Хетагуров

Коста Хетагуров родился {{{4}}} [15] октября 1859 октября года в горном ауле Нар в семье прапорщика русской армии Левана Елизбаровича Хетагурова дворянского происхождения.
Леван Хетагуров (1810~1892) поступил на военную службу в 1840 году, был участником военных действий на Кавказе в 1843—1847, в составе конно-горского дивизиона служил в Варшаве, принимал участие в Венгерской компании, участвовал в Крымской (восточной) войне 1853—1856 гг. на Кавказском театре.
С 1858 г Леван Хетагуров командовал сотней осетинской конной милиции в отряде генерала Вревского, был ранен. В 1865 году была организована Терская постоянная милиция, в которой Леван занял должность помощника командира второй сотни. В марте 1867 года начались мероприятия по отмене крепостного права на Северном Кавказе и были созданы мировые посреднические суды. Леван был избран депутатом мирового посреднического суда по освобождению зависимых сословий Алагиро-Наро-Мамисонского общества. В марте 1877 года в Кубанской области был сформирован Кубанский конно-иррегулярный полк, в рядах которого Леван Хетагуров принял участие в русско-турецкой войне 1877—1878 гг. В 1890 году Леван Елизбарович в чине поручика вышел в отставку.
Мать Коста, Мария Гавриловна Губаева, умерла вскоре после его рождения, поручив его воспитание родственнице Чендзе Дзапаровой (урождённая Туаева). Леван Хетагуров женился второй раз, когда Коста было около пяти лет. Его второй женой была дочь местного священника Сухиева. Позже Коста говорил о ней: «О Хъызмыда (имя его мачехи) нечего и говорить. Она меня … не любила. В раннем детстве я убегал от неё к разным родственникам».
Коста Хетагуров учился сначала в школе в ауле Нар а с 1869 мужской прогимназии во Владикавказе. В 1870 году Леван Хетагуров во главе безземельных осетин Нарского ущелья переселился в Кубанскую область, он основал там село Георгиевско-Осетинское, ныне село имени Коста Хетагурова. Соскучившись по дому, Коста в 1871 году бросил учёбу во Владикавказе и сбежал к отцу. Отец с трудом устроил его в начальное училище в станице Каланджинской. 24 июля 1871 года Коста был зачислен кандидатом на одну из горских вакансий в пансионе Ставропольской мужской гимназии.
С 1871 по 1881 год Хетагуров учился в Ставропольской губернской гимназии. К этому времени относятся первые опыты поэтического творчества Коста. Сохранились два его стихотворения на осетинском языке («Муж и жена» и «Новый год») и стихотворение «Вере» на русском языке. С первых лет обучения Коста обнаружил большие способности в рисовании. Учитель рисования, художник-педагог Б. М. Смирнов, всячески старался развить в даровитом мальчике талант, поощрял его занятия.
Во время обучения у Коста был духовник протоиерей Антоний Чаленко, служивший законоучителем и настоятелем гимназической церкви. Он оказал глубокое влияние на духовно—нравственное становление Коста и формирование его как христианского поэта и живописца. Поэт посвятил ему стихотворение «На могиле о. Антония Чаленко».
С шестого класса Хетагуров покинул гимназию, предполагая ехать в Петербург и поступить в Академию художеств, однако, ему не сразу удалось осуществить своё желание. Отец мечтал видеть сына военным и никак не мог понять выбор сына. Заработка отца едва хватало на содержание семьи, так что семья ничем не могла помочь Коста.
28 марта [9 апреля] 1881, по настоянию Б. М. Смирнова и рекомендации управляющего Кавказским учебным округом Януария Михайловича Неверова, педагогический совет Ставропольской гимназии ходатайствовал перед начальником Кубанской области о выделении из горских штрафных сумм стипендии Коста Хетагурову для продолжения обучения в Санкт-Петербургской Академии художеств. Прошение педагогического совета было удовлетворено и Коста Хетагурову была выделена стипендия Баталпашинского уезда Кубанской области.

### Академия художеств

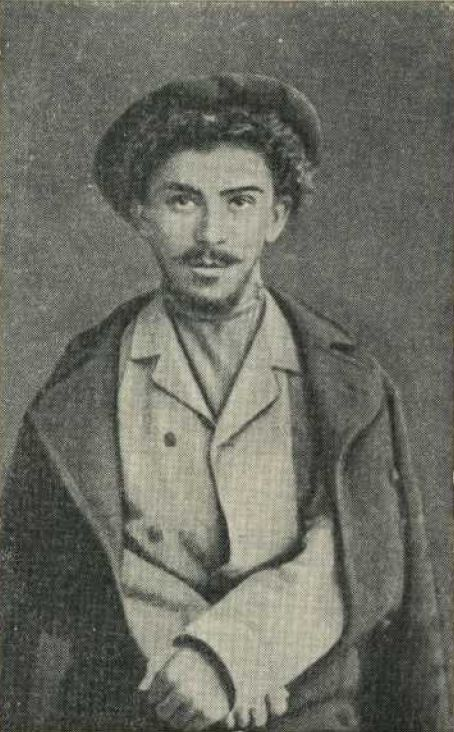
Коста Хетагуров в студенческие годы

В 1881 году, в августе, Хетагуров был принят в Петербургскую академию художеств. Сначала Коста посещал класс живописи, куда и сдавал вступительные экзамены, затем перешёл в гипсово-фигурный класс, руководителем которого был П. П. Чистяков. Под руководством опытных мастеров Коста осваивает мастерство рисунка живописи и ваяния. В Петербурге К. Хетагуров активно начинает заниматься литературной деятельностью.
Окончить академию Коста не удалось, после того, как прекратилась выплата стипендии, 20 октября 1883 г. он был исключён из числа воспитанников Академии. По всей видимости, просьба Коста о выдаче ему билета на бесплатное посещение лекций не была удовлетворена. В течение последующих двух лет он оставался в Петербурге, хлопоча, чтобы его приняли обратно в Академию. Не имея средств к существованию, Хетагуров работал подёнщиком, грузчиком, но все хлопоты были напрасны. В начале лета 1885 г., не окончив полный курс обучения, Коста был вынужден вернуться в отцовский дом в с. Георгиевско-Осетинское, а в конце лета — начале осени того же года приехал во Владикавказ.

### Владикавказ, 1885—1891
После возвращения во Владикавказ, Коста Хетагуров вынужден был жить в разных местах: у родственников, знакомых, порой — на квартире, зарабатывая на жизнь живописью. Хетагуров занимался церковной живописью, оформлял театральные постановки, рисовал декорации, его кисти принадлежит ряд картин и рисунков на светские темы. К владикавказскому периоду творчества Коста относятся портреты близких, знакомых и друзей: портрет юной Кошерхан Жукаевой, Тутти Тхостовой, Мысырби Гутиева, Елены Фёдоровны Крек-Носковой (1890 г.). Вместе с художником А. Г. Бабичем, с которым его связывала общность интересов, совместная работа по оформлению театральных декораций, Коста организовывал выставки своих картин во Владикавказе и Ставрополе. Он не чурался никакой работы, выполняя её независимо от того, оплачивалась она или нет. Много времени и сил он отдавал благотворительной деятельности, участвуя в вечерах и других публичных мероприятиях, устраиваемых в пользу нуждающихся.

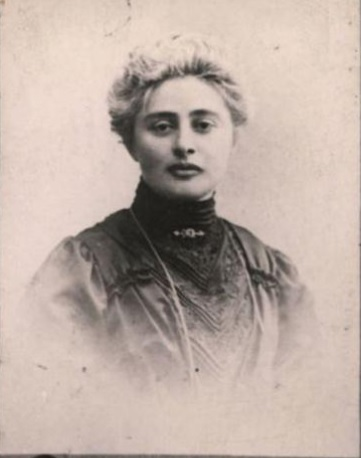
Анна Яковлевна Попова (1865—1940)

Важнейшим событием в жизни Коста Хетагурова стало знакомство с Анной Поповой, которое произошло в декабре 1885 — январе 1886 гг. Образ Анны стал источником вдохновения Коста как поэта и как художника. В середине 80-х годов он создал её портрет, написанный маслом. Анна послужила моделью и при создании картин «Святая равноапостольная Нина, просветительница Грузии» и «Скорбящий ангел», написанной в 1888 г.

До 1891 года Коста жил во Владикавказе. Это было время прямого столкновения поэта с ужасающей осетинской действительностью. Нищета, бесправие, вековое невежество и духовная подавленность народа приводили его в отчаяние. Последователь русских революционных демократов, художников-передвижников, Хетагуров видит смысл творчества в служении народу. Его поэзия, живопись говорят о правде окружающей жизни Эта правде в стихотворении «Горе» (осет. «Додой»), других стихотворениях на осетинском языке. Правда окружающей жизни, боль за угнетённую осетинскую бедноту и в картинах Коста, «Мальчики-каменщики», «За водой». О картине «Мальчики-каменщики» изображающей непосильный детский труд Махарбек Туганов писал: 
Среди грандиозной, обстоятельной природы Кавказа — тяжёлая, непосильная работа детей бедняков. Не случайна эта тема у Коста: это тот же «Додой» в живописи.

16 (28) августа 1889 года на церемонии открытия памятника М. Ю. Лермонтову в Пятигорске Коста Хетагуров был среди гостей, официально приглашённых на это торжественное мероприятие, и возложил к пьедесталу венок, на котором было написано: «От сынов Кавказа». Он выступил с речью и в конце своего выступления прочитал написанное экспромтом стихотворение «Перед памятником». Позже, на торжественном обеде, посвящённом открытию памятника, Хетагуров обратился к собравшимся со словами: 
…пусть этот праздник послужит стимулом для нашего возрождения к лучшему, честному, доброму. Пусть поэзия Лермонтова жжёт наши сердца и учит нас правде.

Памятник в Пятигорске

Тяготы и лишения петербургского периода, беспокойная жизнь, хроническое отсутствие финансовых средств отразились на здоровье Коста: обострилась болезнь, костный туберкулёз поразивший правую ногу Коста. Коста испытывал сильные боли и в январе 1890 г. ему пришлось лечь в больницу. В госпитале во Владикавказе Коста писал обращённые к друзьям, В. Г. Шредерси, А. Г. Бабичу, стихотворения «В. Г. Ш.», «А. Г. Б.», обращённое к сестре, Ольге Хетагуровой, стихотворение «Сестре».
Общественная деятельность Хетагурова вызывала раздражение местных властей. В 1891 г. по распоряжению начальника Терской области генерала Каханова Коста был выслан из Владикавказа «за подстрекательство живущих во Владикавказе осетин к подаче неправильных прошений и не узаконенных адресов». Причиной высылки стал протест, написанный на имя обер-прокурора Святейшего синода Победоносцева по поводу закрытия Ольгинской женской школы во Владикавказе — единственного учебного заведения для горянок. Под давлением общественности Правительствующий Синод отменил распоряжение о закрытии школы, однако, К. Хетагуров был выслан из Терской области.

### Первая ссылка

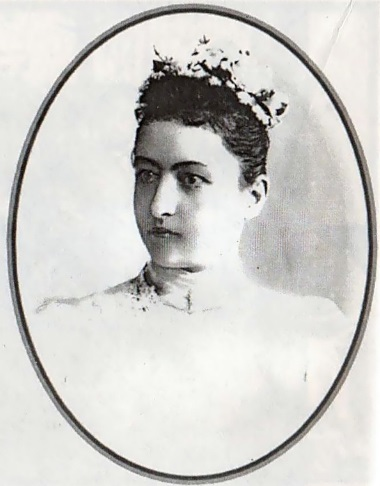
Анна Цаликова в юности

11 июня 1891 года Коста прибыл в дом отца, в с. Георгиевско-Осетинское Баталпашинского уезда Кубанской области. С сентября 1891 г. по февраль 1893 г. Коста Хетагуров проработал конторщиком на серебро-свинцовом руднике в Карачае. Он не оставлял занятий литературой и продолжал заниматься живописью. В этот период был написан рассказ «Охота за турами», стихотворения «Желание», «Раздумье», «Джук-тур» и другие, публикация которых происходила в 1893 г. и позже. К периоду пребывания Коста в ссылке в горах Карачая относятся несколько живописных полотен: «Природный мост», «Перевал Зикара», «Тебердинское ущелье», «Вид большого Карачая» а также серия рисунков из жизни рабочих рудника «Виды большого Карачая и нарождающийся в Карачае горный промысел». Рисунки были опубликованы в 1892 году в издававшемся в Петербурге журнале «Север».
Хетагуров включился в общественные дела с. Георгиевско-Осетинское, в меру своих сил помогал односельчанам, большей частью неграмотным, в разрешении их проблем: писал прошения и письма в разные инстанции, несколько раз выступал доверенным лицом для решения земельных и иных вопросов. 4 января 1892 г. в возрасте 82-х лет умер отец Коста, Леван Елизбарович. Чуть позже Коста пережил тяжёлый удар судьбы — вежливым отказом завершилось сватовство к давно и горячо любимой девушке Анне Александровне Цаликовой. Во второй половине февраля 1893 года Коста покинул Карачай и приехал в Ставрополь.

### Ставрополь 1893—1898

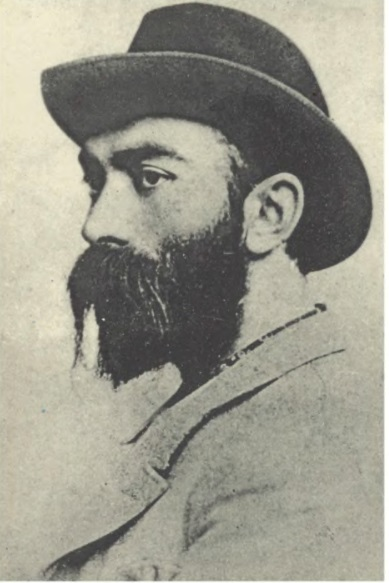
Коста Хетагуров. Фотография, 1893 г.

В Ставрополе Коста поселился в доме своего учителя рисования В. И. Смирнова. Он становится постоянным сотрудником, позже редактором а в 1896 году соиздателем газеты «Северный Кавказ». В редакции газеты Коста работал до 1897 года, эти годы были временем самой интенсивной творческой и общественной деятельности поэта. Хетагуров пишет стихи, поэмы, статьи, которые печатаются в кавказских газетах «Казбек», «Северный Кавказ», в журнале «Терские ведомости» и в периодических изданиях столицы. В 1893 году в газете «Северный Кавказ» публикуется поэма «Перед судом». В том же году в шести номерах газеты публикуется пьеса «Дуня». В 1893—1894 гг. газета «Северный Кавказ» публикует его сатирическую поэму «Кому на Руси живётся весело», в 1894 году — поэму «Се человек». Коста пишет стихи на осетинском и русском языках. В 1895 году в издании газеты «Северный Кавказ» вышел сборник сочинений Хетагурова, написанных на русском языке. В 1897 году он активно включился в деятельность благотворительного Общества по распространению образования и технических сведений среди горцев Терской области. В этот период Коста возвращается к занятиям церковной живописью. В 1897 году в Ставрополе был возведён каменный собор Андрея Первозванного Коста Хетагуров принимал участие в росписи храма.
В начале лета 1897 г. у Хетагурова обострился туберкулёз бедренной кости. 18 июля во Владикавказе ему была сделана операция. После операции Коста, вынужденный находиться дома, продолжил начатую ещё в 1893 году подготовку к изданию сборника стихотворений на осетинском языке. Сделанная во Владикавказе операция не дала результата и в октябре Коста пришлось выехать в Петербург и вновь обратиться к врачам. 25 ноября он в Александровской больнице перенёс тяжелейшую операцию, после которой шесть месяцев не вставал с постели. Об тяготах этого времени он рассказывает в датированном 26 декабря 1897 г. стихотворном обращении к В. Г. Шредерс. В больнице Коста продолжал работать над подготовкой к изданию сборника осетинских стихотворений, который назвал «Осетинская лира» (осет. Ирон фӕндыр). Работа эта была завершена в Пятигорске, куда Коста прибыл в июне 1898 чтобы продолжать лечение. 3 сентября 1898 г., в один из приездов во Владикавказ, Коста передал автограф Гаппо Баеву для публикования.
Весной 1899 года в зале пятигорской гостиницы «Централь» (ныне ул. Карла Маркса, 3/5) в любительской пьесе «Муза» сыграли Коста Хетагуров и Анна Цаликова.

### Вторая ссылка
В конце 1898 года, после происшедшего во Владикавказе бытового инцидента, в котором участвовал Константин Созрукович Хетагуров (дальний родственник и тёзка Коста Хетагурова), начальник Терской области генерал С. В. Каханов, представив инцидент как акт вооружённого сопротивления местной власти, ходатайствовал о высылке Коста Хетагурова «внутрь империи». Несмотря на попытки Коста объяснить свою непричастность к инциденту, в январе 1899 года Совет Главного начальствующего гражданской частью на Кавказе князя Г. Голицына, получив отношение Каханова, принял решение: «Константину Хетагурову воспретить место жительства в пределах Кавказского края…».
29 мая 1899 года Хетагуров прибыл на место ссылки в Херсон. Херсон Хетагурову не понравился, он жаловался, что на улицах не встретишь интеллигентных людей, а только купцов и торговок, портила настроение и постоянная полицейская слежка. Основной проблемой пребывания поэта в Херсоне было отсутствие источников существования. Как поднадзорный он не имел права работать в государственных учреждениях, а других возможностей заработать в небольшом городке было крайне мало. Коста обращается с прошением о переводе в Одессу, но перевод оказался невозможен.
Позже Хетагуров получил разрешение переехать в Очаков, куда прибыл на пароходе 26 июня 1899 года. В Очакове он снял комнату в доме рыбака Осипа Данилова. Коста покорило море «которое всей своей ширью расстилалось перед самыми окнами хаты». Его очень тронула красота этих мест, и он очень сожалел, что не имел при себе красок. В Очакове, в 1899 году, Коста узнаёт, что во Владикавказе вышел из печати сборник его стихов на осетинском языке «Осетинская лира». Большим огорчением для поэта стало то, что некоторые стихи были изменены цензурой, некоторые же не вошли в книгу вообще, ввиду своего революционного содержания.
5 августа 1899 года Хетагуров вернулся в Херсон. Найти работу не удавалось, поэта преследовало безденежье, не было денег на лечение обострившейся болезни. В письмах Коста неоднократно звучат жалобы на крайнюю нужду, появляется даже мысль о самоубийстве. Положение стало постепенно улучшаться, когда Коста познакомился с нотариусом Тимчинским. Он даёт домашние уроки рисования сыну Тимчинского, за что пользуется превосходным столом в доме нотариуса. Коста нарисовал портрет одной из дочерей нотариуса, Тимчинские приобрели написанный им образ Христа, католический священник, знакомый Тимчинских, давал Коста иконы на реставрацию. С течением времени расширяется круг знакомств Коста, он включается в жизнь города, сближается с местным театром. В период херсонской ссылки Коста не прекращал заниматься литературным творчеством. Им был создан ряд стихотворений на осетинском и русском языках. В Херсоне Коста начал работу над поэмами «Хетаг» и «Плачущая скала», посвящёнными темам исторического прошлого осетинского народа. Коста берётся за перевод на осетинский язык Евангелия от Матфея.
Друзья и родственники поэта хлопотали о его скорейшем возвращении из ссылки. Им не удалось добиться отмены ссылки, но удалось сократить её срок, сначала с 5 до 3 лет, а затем до 8 месяцев. Долгожданная весть об окончании ссылки была получена 30 декабря 1899 г. Официальные документы об освобождении Хетагурова пришли уже в новом 1900 году а выехать из Херсона Коста смог только 6 марта 1900.

### Ставрополь, 1900

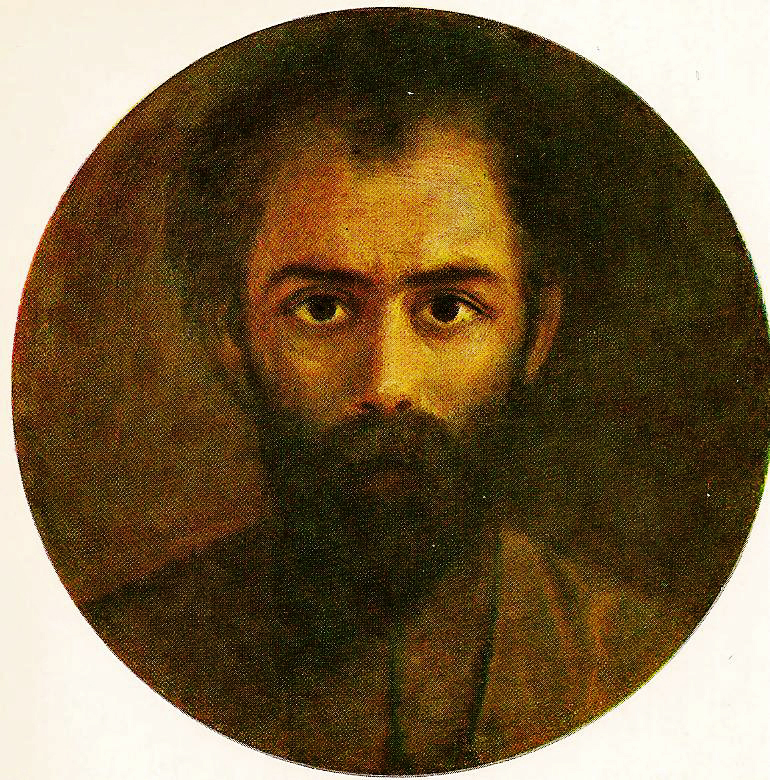
Коста Хетагуров. Автопортрет

Так как распоряжением властей Хетагурову запрещалось проживать во Владикавказе и Владикавказском округе, из Херсона он направился в Пятигорск, куда прибыл в начале марта. В середине марта 1901 года Коста переехал из Пятигорска в Ставрополь, где возобновил сотрудничество с газетой «Северный Кавказ». Коста включился в общественную жизнь, он выступает как публицист, печатает статьи, фельетоны, печатает в газете свои русские стихотворения. К этому периоду относятся выступления Коста Хетагурова посвящённые развитию женского образования в Осетии: статья «Развитие школ в Осетии» в газете «Северный Кавказ» и статья «Женское образование в Осетии» в «Санкт-Петербургских ведомостях».
Деятельность Коста не ограничивалась работой в газете, к нему обращаются за помощью земляки, ходоки добирались к Коста даже из отдалённых мест. Он участвует в решении проблем рабочих Садонского рудника, горно-обогатительного завода в селе Фаснал. 26 октября 1900 года жители села Нар обратились к Коста с просьбой принять на себя ведение всех дел селения в судебных, административных и других учреждениях и у должностных лиц. В тот же период Коста выступает в качестве доверенного лица жителей села Георгиевско-Осетинского при решении земельных вопросов .
В феврале 1901 года в зале гостиницы «Централь» состоялась премьера комедии Хетагурова «Дуня». Сбор от спектакля, имевшего успех, пожертвовали Обществу распространения образования среди горцев Терской области.
7 апреля 1901 г. Коста Хетагурова освободили от полицейского надзора и, соответственно, с него был снят запрет на проживание во Владикавказе и Владикавказском округе, однако до конца года он оставался в Ставрополе.

### Болезнь и смерть

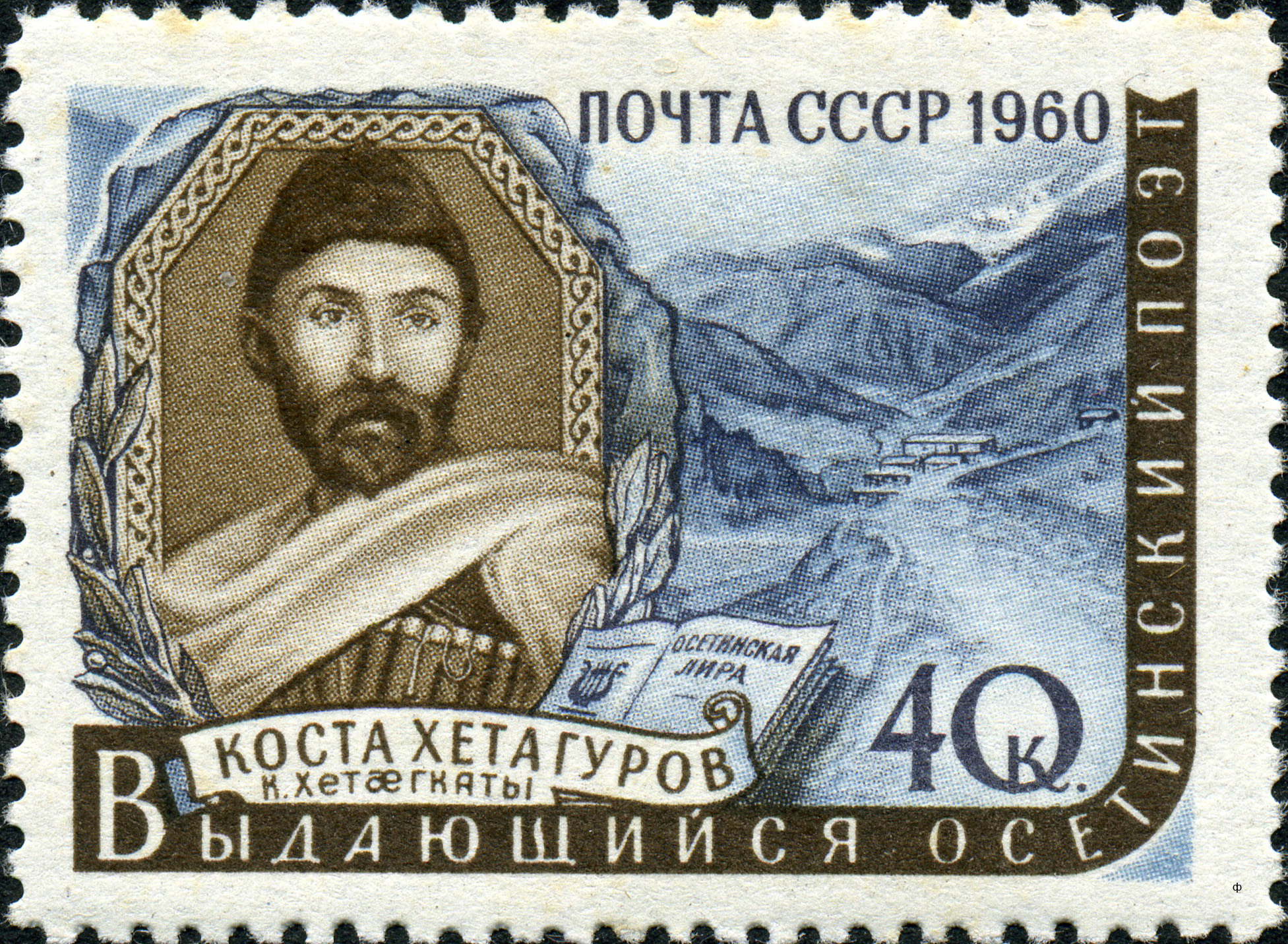
Почтовая марка из серии Писатели нашей Родины (1956—1960) (СССР, 1960 г.)

В декабре 1901 г. Коста Хетагуров переехал во Владикавказ, решив поселиться здесь навсегда. Во Владикавказе он принимает деятельное участие во всех местных культурно-просветительских мероприятия, занимается живописью, публицистикой, продолжает работу над поэмой «Хетаг», пытается открыть школу рисования для одарённых детей, предполагает взять на себя редактирование газеты «Казбек». На деньги вырученные от продажи участка земли унаследованного от отца, Коста начал строить дом во Владикавказе. Весной 1903 г. Коста просил руки Лёли Хурумовой, дочери своего друга Иорама Хурумова и получил согласие. Но летом 1903 резко ухудшилось состояние здоровья поэта, а в 1904 году Лёля Хурумова умерла от туберкулёза.
Близкие отмечали ухудшение здоровья Коста после 1901 года. В 1903 году произошло резкое ухудшение состояния и к лету 1903 года ситуация осложнилась настолько, что родные Коста проживавшие во Владикавказе забрали его к себе. Позже, по его просьбе, Коста отвезли в отцовский дом в с. Георгиевско-Осетинское. Когда ему стало лучше, Коста вернулся во Владикавказ, но вскоре болезнь окончательно приковала его к постели. Коста остался без средств к существованию. Материальные обстоятельства в этот период были столь беспросветны, что ему приходилось порой просить у друзей на хлеб. Летом 1904 года сестра Ольга увезла его в родное село. В июле 1904 г. Ольга привозила тяжело больного поэта в Пятигорск, чтобы показать профессору Харьковского университета А. Я. Анфимову. Доктор нашёл состояние поэта безнадёжным.
Ольга приняла на себя все заботы о больном брате. Вместе с ним она поселилась в отцовском доме, в селе Георгиевско-Осетинском Кубанской области. Заболевание поэта было неизлечимым. Измученный тяжёлой болезнью Коста умер на руках у сестры, в 5 часов вечера 19 марта [1 апреля] 1906 года. 22 марта [4 апреля] 1906 Коста Хетагуров был похоронен рядом с отцом в с. Георгиевско-Осетинское (Лабӕ).
По настоянию общественности Осетии прах земляка был перевезён во Владикавказ и 29 марта [16 апреля] 1906 года захоронен в Некрополе у Осетинской церкви. В Осетии скорбный груз встречали на железнодорожных станциях по пути следования. Особенно торжественная встреча была устроена на станции Беслан, куда прибыли почитатели покойного и все жители окрестных селений во главе со своим духовенством. На вокзале Владикавказа гроб с телом Коста встречало огромное количество людей, людьми была заполнена вся платформа. Хотя была приготовлена траурная колесница, гроб всю дорогу несли на руках. Несли студенты, офицеры, простой народ, мохевцы и даже просто оборванцы, все старались дотронуться до гроба. По дороге осетины, грузины, армяне служили панихиды, всякий на своём языке, со своими певчими. В Осетинской церкви его отпевали на русском и на осетинском языках, читали стихи. По выносе из церкви свой обряд совершили мусульмане. Был также совершён обряд посвящения коня умершему. В могилу гроб опустили когда солнце почти зашло.

## Адреса во Владикавказе
Перечислить все адреса, где останавливался К. Л. Хетагуров, затруднительно, так как долгое время он проживал на различных квартирах и местонахождение некоторых домов до сих пор определяется ошибочно. В списке приводится часть адресов, по которым проживал или останавливался Коста.

### Общественные

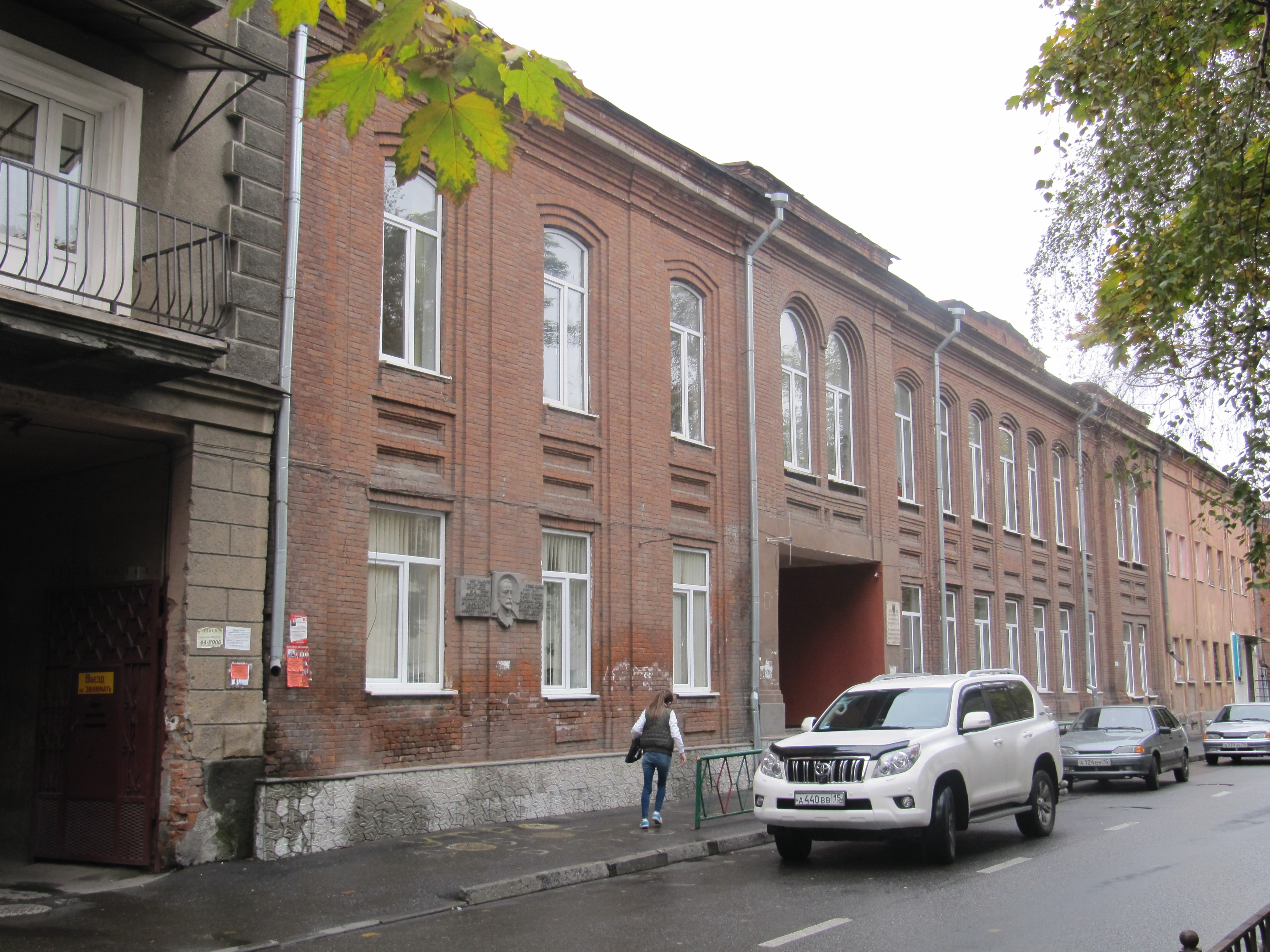
Владикавказская мужская прогимназия

- Гимназическая улица, 29 — здание Владикавказской мужской прогимназии, в которой в 1869—1871 гг. учился Коста Хетагуров
- улица Тарская, 31 — Дом купцов Киракозова и Оганова, здесь с 1891 г. размещался Осетинский женский приют с училищем (бывшая Ольгинская женская школа).
- Театральная площадь, 3 — Городской театр (ныне Академический русский театр имени Е. Вахтангова).
- Проспект Мира, 34 — Особняк Андреева, в котором размещался Клуб коммерческого собрания и проходили выставки картин К. Хетагурова (?). В 1895 году дом был передан Владикавказской публичной библиотеке, которую основала благотворительница и общественная деятельница Шредерс, Варвара Григорьевна.
- Проспект Мира, 8 — на этом месте, на углу Александровского проспекта (проспект Мира) и Евдокимовской улицы (ул. Максима Горького) (рядом с почтой) находился дом, в котором 1 февраля 1895 г. состоялось официальное открытие Владикавказской общественной библиотеки.
- Крепостная улица, 6 — Владикавказский госпиталь. Находясь во Владикавказском госпитале в 1890 г., поэт пишет стихотворное послание В. Г. Шредерс («В. Г. Ш.»).
- Улица Рождественская, 17 — Осетинской церкви Коста Хетагуров бывал здесь на церковных богослужениях, здесь же в ограде храма располагается Некрополь и могила К. Л. Хетагурова.

### Жилые

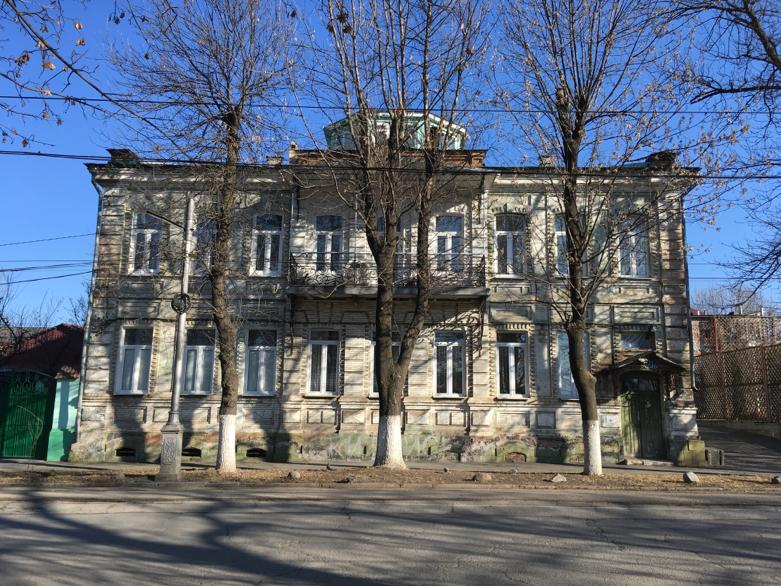
Дом № 11 на улице Чермена Баева. В этом доме проживала муза поэта Анна Попова

- Бутырина, 19 — дом Д. Ф. Михайлова, где в 1901—1902 гг. жил Коста Хетагуров, ныне — дом-музей К. Л. Хетагурова.  151711253410005
- Димитрова, 5 — Особняк М. Н. Горбунцова, в котором с ноября 1902 года по начало лета 1903 жил Коста Леванович Хетагуров[63].
- Ленина, 44 / Куйбышева, 9 — Дом, в котором жил Хетагуров К. Л. в 1903—1904 гг[64].
- Чермена Баева, 11 — Дом Поповых, в котором жила муза Коста Анна Попова.
- Армянская улица, 24/ Рождественская, 2. Дом, который не был достроен в связи с тяжелой болезнью и отъездом поэта в село Георгиевско-Осетинское.
- Армянская улица, 18/ Осетинская улица, 9 — Дом полковника В. Хетагурова. В этом доме, на празднике у Хетагуровых Коста попросили прочитать новое написанное им стихотворение «Додой» («Горе»). Коста согласился, но не прочитал, а спел знаменитое своё стихотворение. «Коста пел, а люди вокруг него плакали: плакали старики, плакала молодёжь, в соседней комнате плакали женщины…»
- Проспект Мира, 12А — Торговый дом Оганова. Здесь Коста часто бывал у своего родственника фотографа Садулла Джанаева, квартира и мастерская которого располагались на первом этаже здания.
- Цаголова, 32 — Дом Гатуевых. В конце XIX — нач. XX в.в. здесь часто бывал Коста Леванович Хетагуров[64].
- улица Тарская (ул. Цаголова), 42 — Дом священника Александра Цаликова, близкого друга Коста Левановича Хетагурова.
- Цаголова, 27 — Дом полковника Коченова, в котором Цаликовы временно снимали квартиру. Хетагуров часто бывал здесь а позже прожил около года, попросив своего друга о. Александра уступить ему под мастерскую свою комнату для работы над заказной картиной — портретом государя Александра III. В этот период возникло чувство Коста Хетагурова к Анне Цаликовой, дочери о. Александра. Весной 1891 г., за день до своего ухода от Цаликовых, Коста написал стихотворение «Хӕрзбон» («Прощай»), вошедшее в сборник «Ирон фӕндыр»[33].

## Произведения Коста Хетагурова

### Художественные произведения написанные на осетинском языке
- Осетинская лира (сборник стихотворений)
- Хетаг (поэма)

### Художественные произведения написанные на русском языке
Стихотворения на русском языке
Поэмы
- Фатима

Пьесы
- Дуня
- Поздний рассвет (незаконченная)

Рассказы
- Сегодня я окончил свои вечерние занятия
- В горах
- Предложение (Отрывок)
- Охота за турами

Этнографический очерк
- О́соба (этнографический очерк)

### «Мать сирот»
В этом стихотворении из сборника «Осетинская лира» Коста описывает один вечер из жизни многодетной горянки-вдовы из его родного села Нар. Женщина возится с костром, а вокруг неё — пятеро её детей, босых, голодных. Мать утешает их тем, что скоро будут готовы бобы, и каждый получит вдоволь. Измученные дети засыпают. Мать плачет, зная, что все они погибнут. Потрясает конец стихотворения:

Детям говорила:

«Вот бобы вскипят!»

А сама варила

Камни для ребят.

Это стихотворение выразительнее всех его произведений показывает нищету и обездоленность народа.
Произведение вошло в список 50 величайших произведений русскоязычной литературы со времён Петра I.

### Хетагуров-публицист
Публицистические выступления Коста Левановича Хетагурова рассматриваются, как важнейший фактор пробуждения национальной идеи и национального самосознания осетинского народа.. Публицистика сконцентрировала в себе иерархию духовных ценностей Коста Хетагурова, в которых этнический компонент находится в неразрывной связи с русской и мировой культурой. Синтез важнейших приоритетов двух культур, осетинской и русской обусловил исключительную значимость личности Хетагурова, своей общественной деятельностью, литературной работой, публицистическими выступлениями определившего направление развития общественного сознания осетинского народа..

### Хетагуров-художник
Коста Хетагуров является зачинателем станковой и фресковой живописи и декоративно-оформительского искусства как в Осетии, так и среди других горских народов Северного Кавказа.
Кисти Хетагурова принадлежит не менее 16 живописных работ, росписи в храмах, известны рисунки Коста Хетагурова.

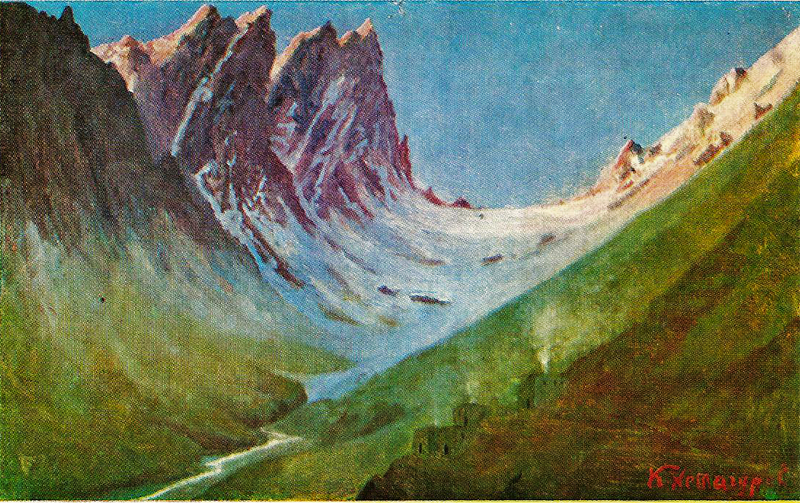
Перевал Зикара (холст, масло; Северо-Осетинский республиканский художественный музей).
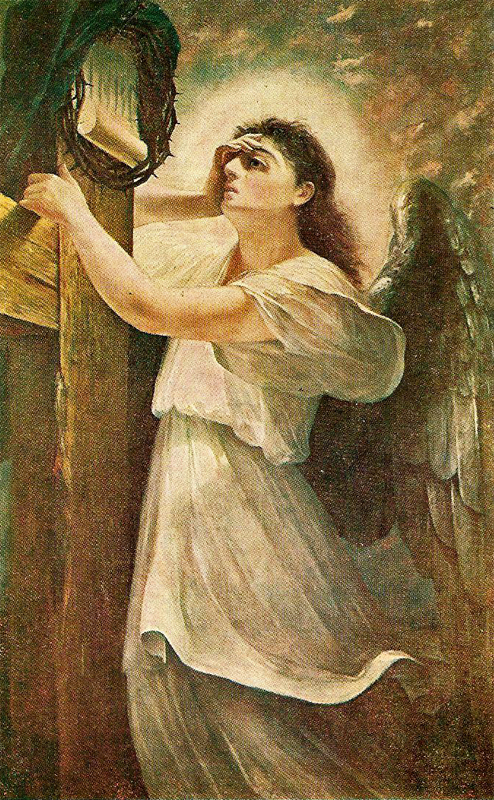
Скорбящий ангел (холст, масло; Северо-Осетинский республиканский художественный музей).
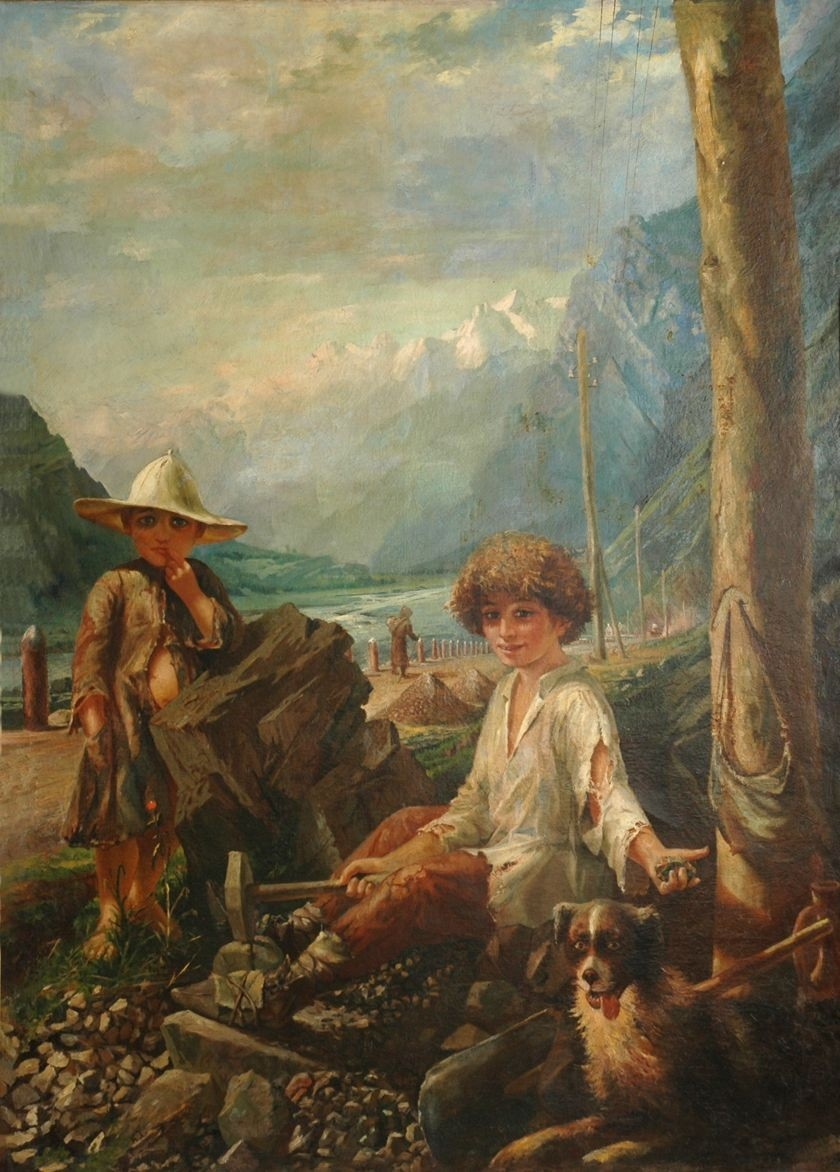
Дети каменщики (холст, масло; Северо-Осетинский республиканский художественный музей).
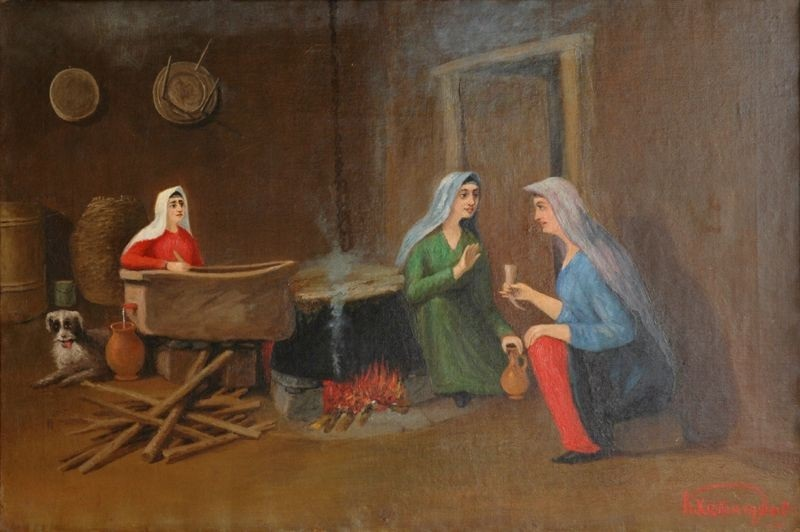
Гонка араки (холст, масло; Северо-Осетинский республиканский художественный музей).
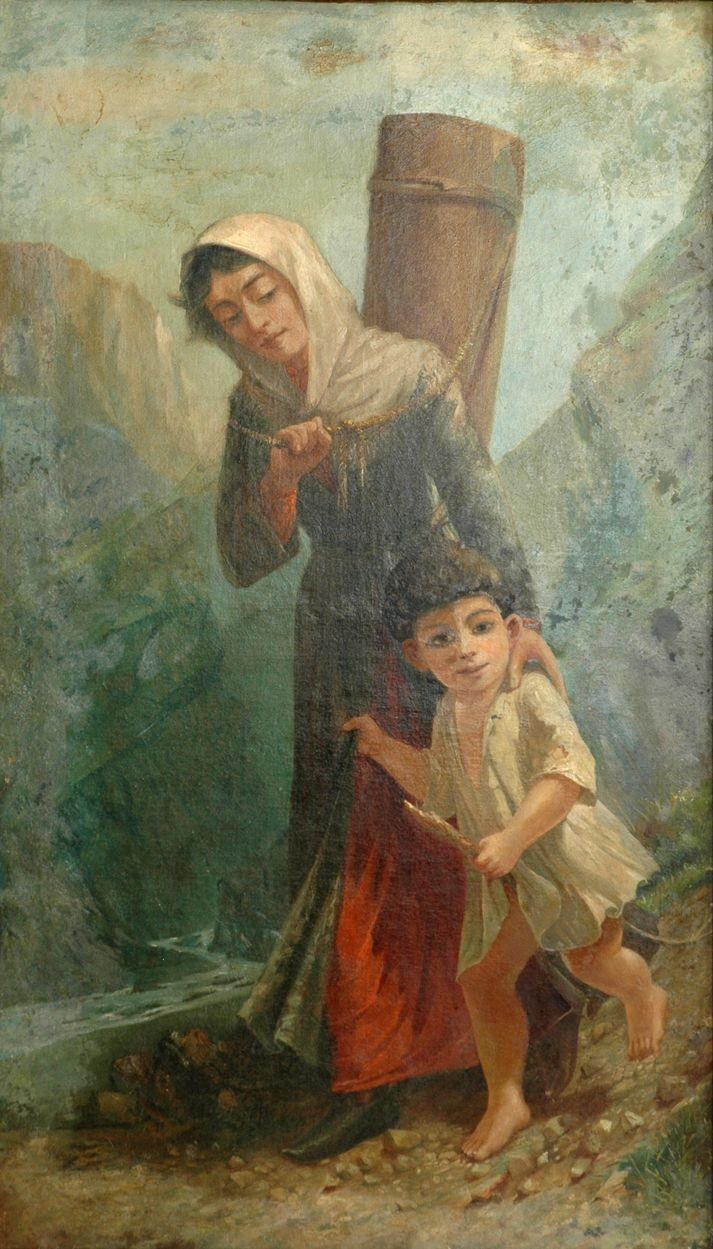
К источнику (холст, масло; Северо-Осетинский республиканский художественный музей).
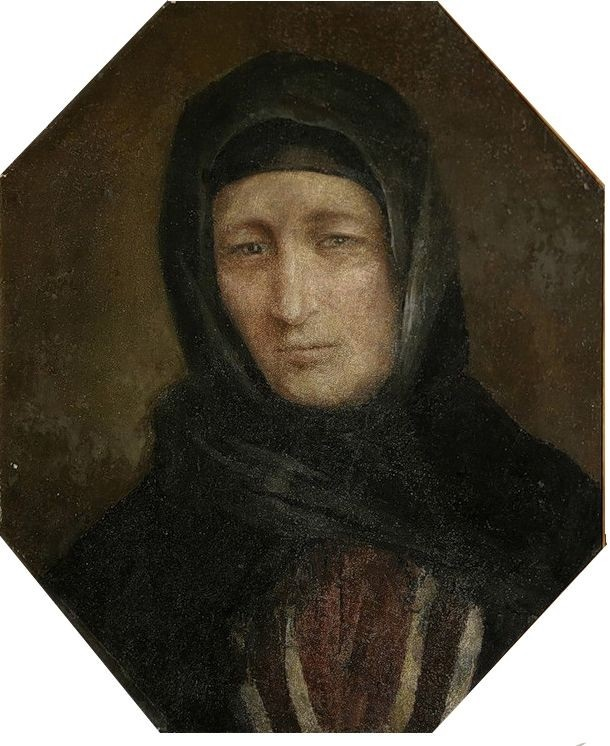
Портрет Тутти Тхостовой  (холст, масло; Северо-Осетинский республиканский художественный музей).
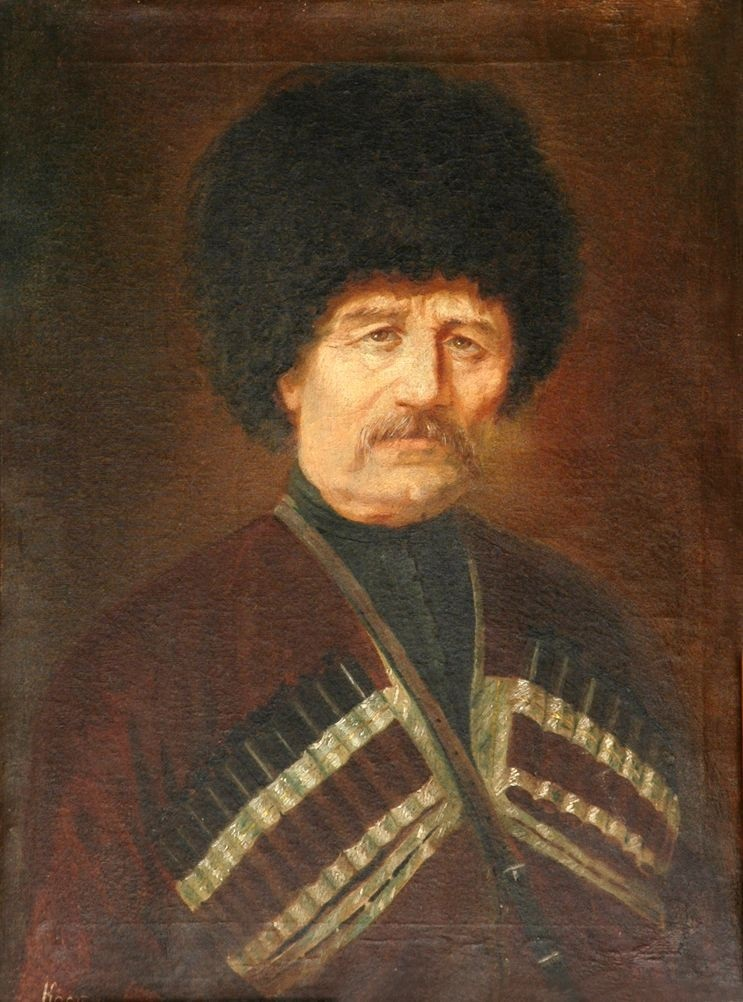
Портрет Хусины Баева (холст, масло).
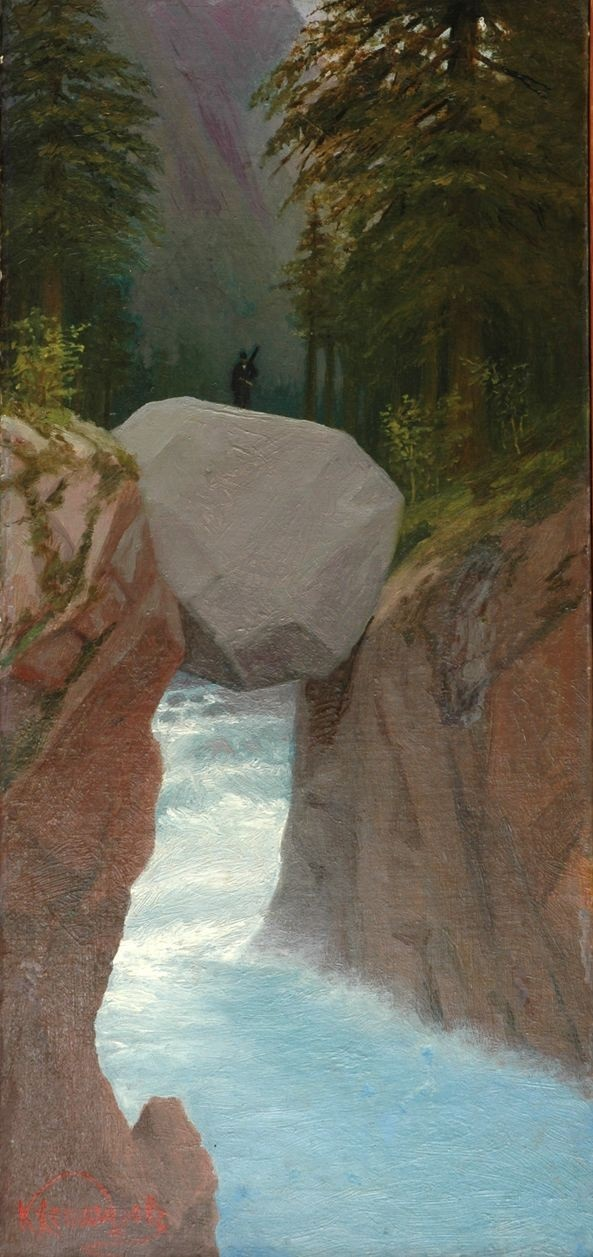
Природный мост (холст, масло; Северо-Осетинский республиканский художественный музей).
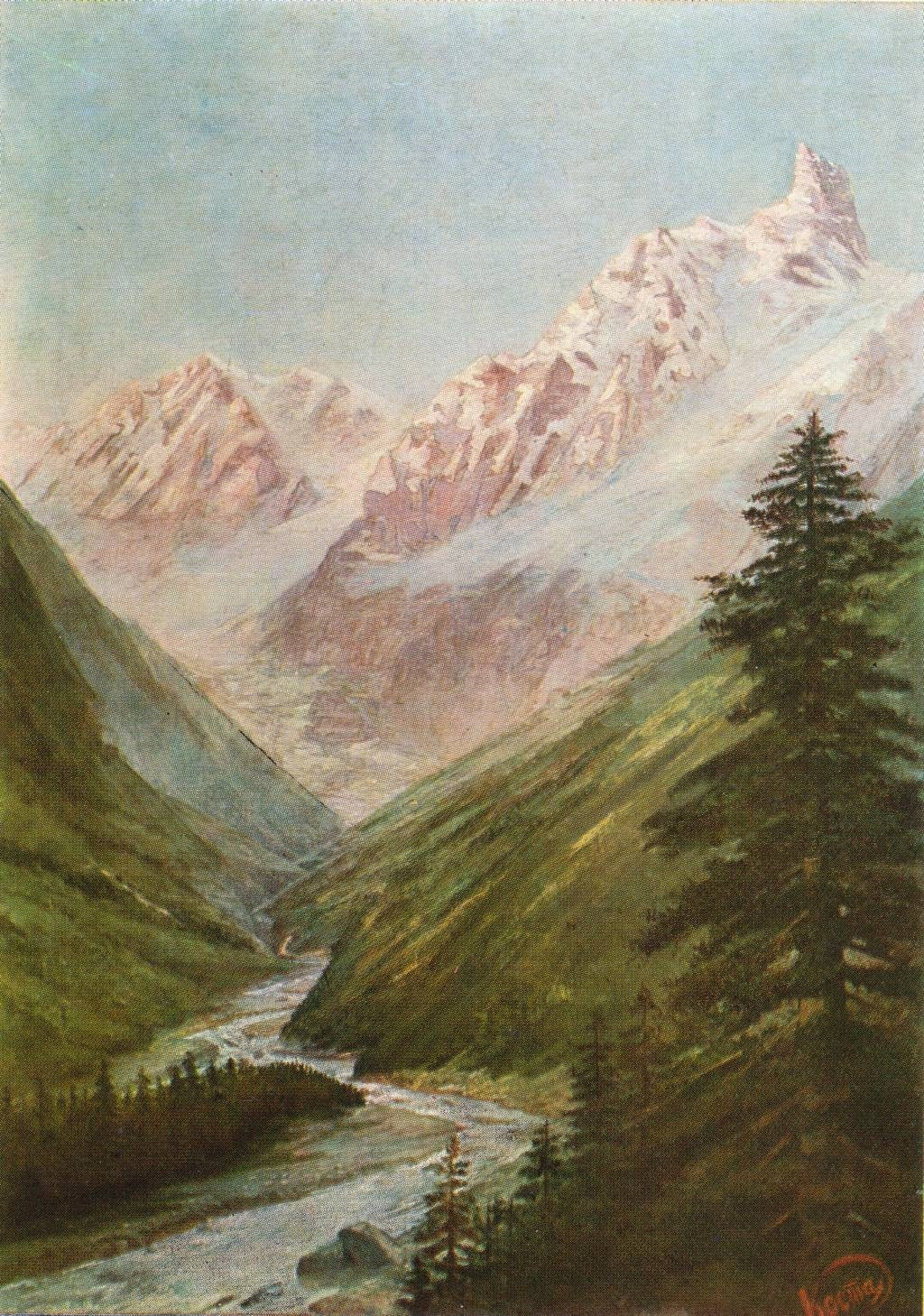
Тебердинское ущелье (холст, масло; Северо-Осетинский республиканский художественный музей).
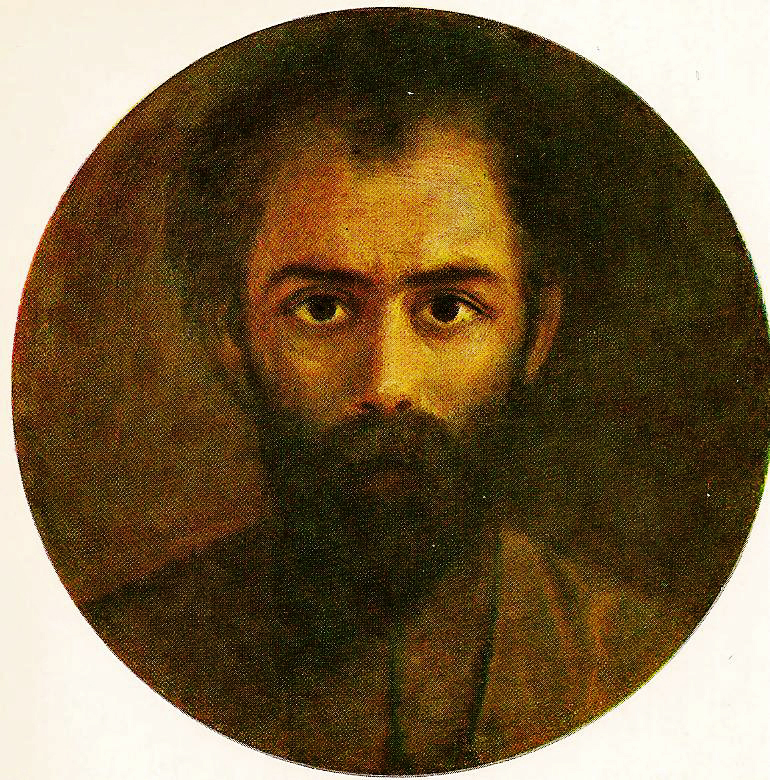
Хетагуров, автопортрет (холст, масло; Северо-Осетинский республиканский художественный музей).

### Дореволюционные издания
- Коста. Стихотворения. — Ставрополь: Издательство газ. «Северный Кавказ», 1895. — 160 с.
- Коста. Ирон фӕндыр: ӕмдзӕвгӕтӕ (Осетинская лира : думы сердца, песни, поэмы и басни) (осет.). — Владикавказ: Типолитография З.И. Шувалова, 1899. — 109 с.
- Коста. Ирон Фандыр (Осетинская лира) (осет.). — Владикавказ: Издание Владикавказского Осетинского издательского Общества, электропечатня П. К. Григорьева, 1907. — 124 с.
- Хетагуров, Константин Леванович. Стихотворения. Письма и воспоминания. Документы к биографии (осет.) / Перед загл. назв. вступ. ст.: Критико-биографический очерк. [Гиго]. — Ростов-на-Дону: издание Гиго Дзасохова, 1909. — 163 с.
- Коста. Осетинская лира. Изд. 2-е (осет.) / предисл. А. З. Кубалов. — Владикавказ, 1906. — 120 с.
- Коста. Осетинская лира. Изд. 3-е (осет.) / предисл. Г. В. Баева, А. З. Кубалова. — Владикавказ, 1911. — 124 с.

### Собрания сочинений
- Хетагуров, Коста (1859—1906). Полное собрание сочинений. В 3 т. — Москва ; Ленинград: Издательство Акад. наук, 1939.
- Хетагуров, Коста. Собрание сочинений. В 3 т. — Дзауджикау: Госиздат Сев.-Осет. АССР, 1951.
- Хетагуров, Коста. Собрание сочинений. В 5 т. — М.: Издательство Акад. наук СССР, 1959—1961.
- Хетагуров, Коста. Собрание сочинений. В 3 т. — М.: Худож. лит., 1974.
- Коста (Хетагуров). Полное собрание сочинений. В 5 т / Джикаев Ш. Ф.. — Владикавказ: РИПП им. В.А. Гассиева, 1999, 2000, 2001.
- Коста (Хетагуров). Полное собрание сочинений / Гутиев К.Ц.. — М.: Менеджер, 1999.

### Переводы
Прозаические и поэтические произведения К. Л. Хетагурова активно переводились на языки народов мира: японский, грузинский, кабардинский, карачаевский, абхазский и др. Известны переводы этнографического очерка «Особа» («Быт горных осетин») на японский, грузинский языки, а также переводы самого известного рассказа К. Л. Хетагурова «Охота за турами» на грузинский, эстонский, украинский, карачаевский. Сделана попытка перевода «Осетинской лиры» на итальянский язык
Стихотворные произведения написанные на осетинском языке переводились на русский язык Е. Благининой, А. Ахматовой, Л. Озеровым.
Произведения Коста Хетагурова написанные на русском языке переведены на осетинский язык. В 1979 г. вышло в свет издание повести «Фатима» включившее помимо оригинального текста, выполненный Х. Н. Ардасеновым перевод на осетинский язык. Известны переводы на осетинский язык выполненные Х. Ардасеновым. Г. Дзугаевым, Д. Дарчиевым; , А. Тотиевым, М. Дзасоховым, Г. Калоевым, М. Барагуновым, X. Плиевым и др. .

## Коста Хетагуров в культуре
Коста Хетагуров вошёл в историю отечественной культуры как основоположник осетинской литературы, выдающийся публицист, живописец, просветитель. Творчество Коста Хетагурова с полным основанием называют энциклопедией осетинской жизни конца XIX-начала XX веков, основополагающим, фундаментальным фактором пробуждения национальной идеи и национального самосознания народа. Коста Хетагурова сравнивают с Пушкиным и с Петраркой, А. А. Фадеев называл его осетинским Леонардо да Винчи, в том числе за многогранность его таланта:
Коста Хетагуров является своего рода Леонардо да Винчи осетинского народа.
Какую силу любви к своему народу нужно иметь, чтобы в условиях старой Осетии быть одновременно и поэтом, и прозаиком, и драматургом, и театральным деятелем, и художником, и публицистом, и общественным деятелем.
Коста Хетагуров был истинным сыном своего народа, он отражал его думы и чаяния, творчество его было глубоко национальным.Фадеев, Александр Александрович
Жизнь и творчество основоположника осетинской литературы оказали и продолжают оказывать мощное воздействие на развитие всех видов национального искусства.

### В музыкальном искусстве
Формирование национального музыкального профессионализма связано с творчеством Коста. Личность и творчество К. Л. Хетагурова оказали огромное влияние на развитие осетинского музыкального искусства.
Гениальность Коста проявляется не только в поэзии, публицистике и изобразительном искусстве, но и в музыке. Многогранность таланта Коста стала проявляться ещё в Ставропольской гимназии, он очень любил пение, с удовольствием пел, участвовал в исполнении дуэтов и хоровом пении. Коста был поклонником музыки Глинки и Чайковского. Он понимал огромное воспитательное значение серьёзной музыки. Будучи секретарём редакции газеты «Северный Кавказ», Коста активно пропагандирует классическую музыку. В газете выходит ряд статей о русских композиторах. В 1893 году мир узнал о смерти Чайковского. Коста организовал вечер-концерт памяти Чайковского, где произнёс вступительное слово, прочёл своё стихотворение «Памяти Чайковского».
Поэзия, духовный облик Коста, его эстетика определили художественную специфику, музыкальную семантику направления развития народной музыки и профессиональной вокально-хоровой, сценической и симфонической музыки композиторов Осетии. Под воздействием художественного наследия поэта формировались эстетические взгляды, складывалась поэтика и образы произведений осетинского музыкального искусства. Воздействие творчества К. Л. Хетагурова на национальную музыкальную культуру происходило по нескольким основным направлениям: произведения Коста стали неотъемлемой частью народного музыкального творчества, стали источником вдохновения профессиональных композиторов, кроме того, образ Коста Хетагурова — важнейшая для осетинской музыки тема поэта и нации, художника и его предназначения (см. в статье Память о Коста Хетагурове).

### В литературе
«Осетинская лира» Коста Хетагурова воспринимается как краеугольный камень осетинской литературы, книга, которая знаменовала возникновение первой национальной литературы горцев Северного Кавказа.
С исторической точки зрения все последующие явления литературной жизни в Осетии должны рассматриваться с учётом литературной и общественной деятельности Коста Хетагурова, поскольку впредь ни один из осетинских литераторов не мог игнорировать тех бесспорных завоеваний, которые осетинская лира добилась в его лице.

### В кинематографе
Экранизации произведений Коста Хетагурова:
- Фатима (фильм, 1958) (СССР, 1958, Грузия-Фильм, автор сценария и постановщик Семён Долидзе, режиссёры Владимир Валиев (Валишвили) и Ираклий Тархнишвили. Фильм снят к 100-летию со дня рождения Коста Хетагурова).
- «Кӕмӕн цы…» («Кому что…») (мультфильм). (Россия, 2018, «Арсен Студио» СПб, режиссёр Мадина Икаева)
- Безумный пастух/ Ӕрра фыййау (мультфильм). (Россия, ГБУ «КЦСОН ЗР», Кавтарадзе Хатуна)

## Память
В разных городах Северной Осетии и Южной Осетии, России и мира установлены десятки памятников Коста Хетагурову. Музеи, посвящённые жизни и творчеству поэта, имеются во Владикавказе, с. Нар, селе им. Коста Хетагурова, в г. Цхинвал. Имя Коста Хетагурова носит крупнейшее высшее учебное заведение республики Северная Осетия — Алания Северо-Осетинский государственный университет и другие учреждения культуры. Именем Хетагурова названы сёла в Северной и Южной Осетии, Карачаево-Черкесии, улицы городов.
В центре Владикавказа на Проспекте Мира установлен памятник Коста работы скульптора, народного художника Северной Осетии-Алании Владимира Соскиева.